# Abelitas
Os abelianos ou abelitas foram um grupo de heréticos cristãos existente no norte da África (século IV), durante o reino de Arcádio. Defensores da tese de que Abel, o segundo filho de Adão, contraíra matrimônio sem deixar filhos, por nenhum ser citado nas Escrituras. Evitando, por força de suas convicções, deixar descendentes no mundo, a fim de poupá-los da presença de criaturas pecaminosas, eles adotavam os filhos de pessoas estranhas à seita. A cidade de Hipona, diocese de S. Agostinho, conheceu numerosos desses heréticos.
Os abelitas eram uma seita cristã dos arredores de Hipona que, segundo Agostinho, teria sido extinta em 428. Sustentavam a importância da virgindade (que era praticada por seus membros), mas, ainda, assim, viviam em casais “para adotarem um menino e uma menina que, mortos os pais adotivos, deviam, por sua vez, formar um outro casal e adotar outros dois filhos” (Cocchini, 27). O nome da seita relaciona-se a uma tradição judaico-gnóstica, segundo a qual Abel teria mantido sua virgindade, apesar de casado.